# Izrael Szahak
Izrael Szahak (hebr. ישראל שחק, ang. Israel Shahak, urodzony jako Izrael Himmelstaub; ur. 28 kwietnia 1933 w Warszawie, zm. 2 lipca 2001 w Jerozolimie) – żydowski publicysta, przeciwnik judaizmu talmudycznego, syjonizmu i szowinizmu żydowskiego, obrońca praw człowieka. Autor wielu książek na ten temat, w tym między innymi Żydowskie dzieje i religia; Żydzi i goje – XXX wieków historii. Był profesorem chemii na Uniwersytecie Hebrajskim w Jerozolimie.

## Życiorys
Urodził się w rodzinie żydowskiej. Podczas okupacji niemieckiej trafił wraz z rodziną do warszawskiego getta, skąd w 1943 zostali wysłani do niemieckiego obozu pracy w Poniatowej, gdzie zmarł jego ojciec. Po śmierci ojca wraz z matką udało mu się uciec do Warszawy, jednak w tym samym roku zostali ponownie aresztowani i wysłani do niemieckiego obozu koncentracyjnego Bergen-Belsen. W 1945 wyemigrował do Palestyny.

## Prace

### W języku angielskim
- Israel Shahak, (ed.), The Non-Jew in the Jewish State; a collection of Documents, Jerusalem, 1975
- Israel Shahak (ed), Begin & Co as they really are, Glasgow 1977
- Israel Shahak and Noam Chomsky, Israel's Global Role: Weapons for Repression (Studies in Geophysical Optics and Remote Sensing), Association of Arab-American University Graduates, Inc., April 1982, ISBN 0-937694-51-7
- Israel Shahak, Jewish History, Jewish Religion: The Weight of Three Thousand Years: Pluto Press, London, 1994, ISBN 978-0-7453-0819-7; Pluto Press, London, 2008, ISBN 978-0-7453-2840-9
- Israel Shahak, Open Secrets: Israeli Foreign and Nuclear Policies, Pluto Press, London, 1997, ISBN 0-7453-1152-0
- Israel Shahak and Norton Mezvinsky, Jewish Fundamentalism in Israel (Pluto Middle Eastern Series), Pluto Press (UK), 1999, ISBN 0-7453-1281-0
- Israel Shahak, Israel's Global Role: Weapons for Repression (Special Reports, No. 4), Association of Arab-American University Graduates, 1982, ISBN 0-937694-51-7

### Przetłumaczone na język polski
- Żydowskie dzieje i religia; Żydzi i goje – XXX wieków historii. Fijorr Publishing, Warszawa-Chicago 1997, ISBN 83-907621-5-3
- Tel Awiw za zamkniętymi drzwiami. Fijorr Publishing, Warszawa-Chicago 1998, ISBN 83-097621-0-2